# Anna Marie Geibelt
Anna Marie Geibelt (* 13. November 1838 in Nentmannsdorf; † 18. Januar 1923 in Pirna) schuf mehrere mildtätige Stiftungen und war in mehreren Organisationen gemeinnützig tätig (Frauenverein des Kreiswaisenhauses, Albertverein, Verein „Heimatdank“).
In ihrem Testament bedachte sie die Stadt Pirna, Einzelpersonen, Stiftungen und Fonds. Die Stiftung trug den Namen Geibeltstiftung, und da es auch ihr Wunsch war, wurde mit diesen Mitteln von 1929 bis 1937 in Pirna ein Schwimmbad gebaut, das nach ihr benannt wurde.
Das Geibeltbad Pirna wurde von 2000 bis 2001 saniert und umgebaut und verfügt heute über ein Freibad, ein Hallenbad und einen Wellness-Komplex.
| Personendaten    | Personendaten       |
| ---------------- | ------------------- |
| NAME             | Geibelt, Anna Marie |
| KURZBESCHREIBUNG | deutsche Stifterin  |
| GEBURTSDATUM     | 13. November 1838   |
| GEBURTSORT       | Nentmannsdorf       |
| STERBEDATUM      | 18. Januar 1923     |
| STERBEORT        | Pirna               |